# اچ‌ام‌اس بایرون (کی۵۰۸)
اچ‌ام‌اس بایرون (کی۵۰۸) (به انگلیسی: HMS Byron (K508)) یک کشتی بود که طول آن ۳۰۶ فوت (۹۳ متر) بود. این کشتی در سال ۱۹۴۳ ساخته شد.